# Gero Kretschmer
Gero Kretschmer (* 6. května 1985 Kolín nad Rýnem) je bývalý německý profesionální tenista. Ve své kariéře na okruhu ATP World Tour vyhrál jeden deblový turnaj. Na challengerech ATP a okruhu ITF získal sedm titulů ve dvouhře a devatenáct ve čtyřhře.
Na žebříčku ATP byl ve dvouhře nejvýše klasifikován v červnu 2010 na 316. místě a ve čtyřhře pak v květnu 2014 na 79. místě. Trénuje ho Karsten Saniter. Příprava probíhá v Solingenu.
V německém daviscupovém týmu neodehrál do dubna 2015 žádné utkání.

## Tenisová kariéra
V hlavní soutěži turnaje okruhu ATP Tour debutoval v mužské čtyřhře If Stockholm Open 2013, kde v páru se stabilním spoluhráčem Alexandrem Satschkem vypadli ve druhém kole se španělskou dvojicí David Marrero a Fernando Verdasco po dvousetovém průběhu. Na nejvyšší grandslamové úrovni si zahrál kvalifikaci mužského debla ve Wimbledonu 2014, když skončil po boku Satschka ve druhé fázi.
Semifinále si německá dvojice zahrála na marseillské antuce Open 13 2014, v němž nestačili na francouzské turnajové dvojky a pozdější vítěze Julien Benneteaua s Édouardem Rogerem-Vasselinem.
Premiérovou trofej ATP vybojoval na úvodním ročníku obnoveného Ecuador Open Quito 2015, hraného na quitské antuce. Do deblové soutěže nastupoval v páru se Satschkem z pozice náhradníků. V semifinále vyřadili druhý nasazený španělsko-rakouský pár Feliciano López a Oliver Marach. V boji o titul pak zvládli koncovky obou setů, když přehráli dominikánsko-brazilskou dvojici Víctor Estrella Burgos a João Souza.

## Finále na okruhu ATP World Tour
| Legenda (před/od 2009)                                   |
| D – dvouhra; Č – čtyřhra                                 |
| Grand Slam (0–0)                                         |
| Tennis Masters Cup / ATP World Tour Finals (0–0)         |
| ATP Masters Series / ATP World Tour Masters 1000 (0–0)   |
| ATP International Series Gold / ATP World Tour 500 (0–0) |
| ATP International Series / ATP World Tour 250 (1–0 Č)    |

### Čtyřhra: 1 (1–0)
| Stav  | č. | datum         | turnaj         | povrch | spoluhráč          | soupeři ve finále                 | výsledek      |
| ----- | -- | ------------- | -------------- | ------ | ------------------ | --------------------------------- | ------------- |
| Vítěz | 1. | 7. února 2015 | Quito, Ekvádor | antuka | Alexander Satschko | Víctor Estrella Burgos João Souza | 7–5, 7–6(7–3) |

## Finále na challengerech ATP
| Legenda             |
| ------------------- |
| Challengery (3–4 Č) |

### Čtyřhra: 7 (3–4)
| Stav      | č. | datum             | turnaj              | povrch | spoluhráč          | soupeři ve finále                  | výsledek                 |
| --------- | -- | ----------------- | ------------------- | ------ | ------------------ | ---------------------------------- | ------------------------ |
| Finalista | 1. | 18. dubna 2010    | Pereira, Kolumbie   | antuka | Alexander Satschko | Dominik Meffert Philipp Oswald     | 7–6(4), 6–7(6–8), [5–10] |
| Finalista | 2. | 15. května 2010   | Sarasota, USA       | antuka | Alexander Satschko | Brian Battistone Ryler DeHeart     | 7–5, 6–7(4–7), [8–10]    |
| Vítěz     | 3. | 29. srpna 2010    | Ženeva, Švýcarsko   | antuka | Alexander Satschko | Philipp Oswald Martin Slanar       | 6–3, 4–6, [11–9]         |
| Finalista | 4. | 26. září 2010     | Bogotá, Kolumbie    | antuka | Alexander Satschko | Franco Ferreiro André Sá           | 6–7(6–8), 4–6            |
| Finalista | 5. | 3. října 2010     | Cali, Kolumbie      | antuka | Alexander Satschko | Andre Begemann Martin Emmrich      | 4–6, 6–7(5–7)            |
| Vítěz     | 2. | 21. července 2013 | Poznaň, Polsko      | antuka | Alexander Satschko | Henri Kontinen Mateusz Kowalczyk   | 6–3, 6–3                 |
| Vítěz     | 3. | 5. ledna 2014     | São Paulo, Brazílie | tvrdý  | Alexander Satschko | Nicolás Barrientos Víctor Estrella | 4–6, 7–5, [10–6]         |